# X-Press Pearl
La X-Press Pearl era una nave portacontainer di classe Super Eco 2700 registrata a Singapore. La nave è entrata in servizio nel febbraio 2021 ed era lunga circa 186 metri (610 ft). Era gestito da X-Press Feeders.
Il 20 maggio 2021, la X-Press Pearl ha preso fuoco al largo della costa di Colombo, nello Sri Lanka. La nave è stata avvolta dalle fiamme entro il 27 maggio ed ha dichiarato una perdita totale. Era ancora a galla e si pensava che l'incendio fosse stato messo sotto controllo dai vigili del fuoco dello Sri Lanka entro le ultime ore del 27 maggio 2021. Dopo essere bruciata per 12 giorni, la nave è affondata il 2 giugno mentre veniva rimorchiata verso acque più profonde. L'incidente è stato considerato il peggior disastro ecologico marino nella storia dello Sri Lanka a causa della fuoriuscita di petrolio e prodotti chimici.

## Costruzione e storia operativa
La X-Press Pearl è stata costruita dalla compagnia Zhoushan Changhong International Shipyard Co. Ltd a Zhoushan, in Cina, per X-Press Feeders con sede a Singapore, insieme alla sua nave gemella X-Press Mekong. La nave portacontainer da 37.000 tonnellate di portata lorda (DWT) poteva trasportare 2.743 unità equivalenti a venti piedi. La nave è stata consegnata il 10 febbraio 2021.
La nave è stata impiegata sul servizio Straits to Middle East (SMX) di X-Press Feeders, che va da Port Klang (Malesia) attraverso Singapore e Jebel Ali (UAE) fino a Hamad Port (Qatar). Il viaggio di ritorno in Malesia è stato compiuto attraverso Hajira (India) e Colombo (Sri Lanka). La nave aveva effettuato tre viaggi, facendo scalo a Colombo il 17 marzo e il 18 aprile, e ha preso fuoco poco dopo il terzo scalo, il 19 maggio.

## Incendio
La X-Press Pearl è salpata dal porto di Hajira, in India, il 15 maggio 2021. La nave portacontainer, che trasportava 1.486 container con un carico che comprendeva 25 tonnellate di acido nitrico, altri prodotti chimici, cosmetici e pellet di polietilene a bassa densità (LDPE), è arrivata a Colombo il 19 maggio. La nave era sulla rotta di ritorno di un viaggio di andata e ritorno di 30 giorni da Port Klang, in Malesia, al Qatar e a Dubai . Funzionari dello Sri Lanka ritengono che l'incendio sia stato causato da una perdita di acido nitrico di cui l'equipaggio era a conoscenza già dall'11 maggio. La nave trasportava 25 tonnellate di quest'acido altamente corrosivo, che può essere utilizzato nella produzione di fertilizzanti ed esplosivi.
Alla nave portacontainer è stato negato l'ingresso nel porto di Hamad in Qatar e nel porto di Hajira prima che entrasse in quello di Colombo in Sri Lanka. Gli operatori della X-Press Pearl hanno smentito le segnalazioni riguardanti il divieto di ingresso della nave portacontainer nei porti del Qatar e dell'India. La X-Press Feeders, proprietaria della nave, ha affermato che l'equipaggio ha scoperto un container con una perdita di acido nitrico e ha chiesto ad Hamad Port e Hajira di scaricarlo. La richiesta è stata respinta in quanto "non c'erano strutture specialistiche o competenze immediatamente disponibili per far fronte alla fuoriuscita di acido", così la nave ha proseguito il suo viaggio previsto verso Colombo.
La nave ha raggiunto Colombo la notte del 19 maggio ed era ancorata in rada, in attesa di un attracco, senza dichiarare l'emergenza per la fuga di acido dal carico. Il 20 maggio gli agenti della nave hanno richiesto una rilavorazione del container. Il comandante del porto Nirmal de Silva ha detto che, come hub marittimo, Colombo aveva le competenze per gestire l'incidente. La nave ha quindi emesso il suo primo rapporto di incendio, che l'equipaggio aveva già spento utilizzando il suo sistema di bordo.
È stato riferito che la nave ha preso fuoco il 20 maggio, a 9,5 miglia nautiche (17,6 km) a nord-ovest del porto di Colombo. La Marina dello Sri Lanka, che si è imbarcata sulla nave per scoprire la causa dell'incendio, sospettava che l'incendio potesse essere avvampato a causa della reazione delle sostanze chimiche trasportate. Durante l'incidente la nave aveva a bordo un equipaggio di 25 membri.
Sebbene i rapporti iniziali collegassero l'incidente alla fuoriuscita di acido, il comandante del porto de Silva ha affermato che l'incendio è divampato nella stiva numero 2 della X-Press Pearl mentre il container era accatastato sul ponte. Secondo l'ufficiale, sarebbe stata necessaria un'indagine più completa per determinarne la causa.
Il 25 maggio si è verificata una grande esplosione all'interno della nave e tutti i 25 membri dell'equipaggio sono stati evacuati. Due membri dell'equipaggio indiano che hanno riportato ferite durante l'esplosione sono stati ricoverati all'ospedale nazionale dello Sri Lanka di Colombo.
L'incendio ha continuato a divampare per tutto il 25 maggio e nel tardo pomeriggio i container sono stati scaricati in mare. L'Autorità marittima per la protezione dell'ambiente dello Sri Lanka (MEPA) ha dichiarato la presenza una fuoriuscita di petrolio di livello II dai bunker di bordo e l'intensificarsi dell'incendio. L'India ha inviato navi antincedio, un rimorchiatore e un aereo da ricognizione marittima Dornier per agevolare le misure di contenimento dell'inquinamento. Ai pescatori locali è stato chiesto di tenersi alla larga dalla nave.
Il 26 maggio, la direttrice del MEPA, Dharshani Lahandapura, ha dichiarato che a bordo della nave c'erano 378 tonnellate di petrolio e che circa la metà sarebbe potuta fuoriuscire in mare dopo la fine dell'incendio. Il maltempo ha impedito il dispiegamento di bracci di contenimento del petrolio intorno alla nave, ma le autorità erano pronte a ripulire il petrolio che avrebbe raggiunto la costa. Al mattino, detriti bruciati e alcuni carichi caduti si sono riversati sulla costa di Negombo in Sri Lanka. Il 29 maggio, la X-Press Pearl era ancora fumante, anche se le fiamme erano state spente. L'integrità dello scafo era ancora intatta. I rimorchiatori dei vigili del fuoco hanno continuato a versare acqua sulla nave. L'aeronautica dello Sri Lanka ha lanciato polvere chimica secca. La nave della guardia costiera indiana ICG Samudra Prahari, nave per il controllo dell'inquinamento, si è unita alla task force. La mattina del 30 maggio, il fuoco era per lo più spento e l'acqua veniva ancora spruzzata. La X-Press Feeders ha dichiarato che i soccorritori stavano cercando di salire a bordo della nave per stabilire un collegamento per il rimorchio. La squadra è salita a bordo il 1 giugno per la prima ispezione; hanno trovato la sala macchine allagata e fumo proveniente dalle orime tre stive.

## Operazioni di salvataggio
Il 21 maggio 2021, la Marina dello Sri Lanka ha schierato due pattugliatori offshore, navi militari come Sagara e Sindurala, insieme a un aereo in operazioni di salvataggio antincendio che sono state svolte appieno nonostante le condizioni meteorologiche avverse dell'area. È stato rivelato che l'incendio era stato messo sotto controllo il 21 maggio e che gli sforzi di raffreddamento sono continuati per evitare che l'incendio divampasse nuovamente. Il 22 maggio, l'Air Force dello Sri Lanka ha schierato un elicottero Bell 212 nelle operazioni di soccorso. Dei 25 membri dell'equipaggio evacuati, due sono stati ricoverati in ospedale. Il 25 maggio, l'India ha inviato ICG Vaibhav, ICG Dornier e Tug Water Lilly per aiutare la Marina dello Sri Lanka a spegnere l'incendio. La nave specializzata per la risposta all'inquinamento dell'India Samudra Prahari è arrivata lì il 29 maggio. L'India ha chiamato gli sforzi di salvataggio Operazione Sagar Araksha 2.
Il 2 giugno 2021, la X-Press Feeders ha rilasciato una dichiarazione in cui afferma che la società "si rammarica di riferire che, nonostante i soccorritori siano riusciti a salire a bordo della nave e abbiano attaccato un cavo di traino, gli sforzi per spostare la nave in acque più profonde sono falliti".

## Danno ambientale
L'Autorità per la protezione dell'ambiente marino (MEPA) dello Sri Lanka ha dichiarato di star valutando il danno ambientale e raccogliendo prove. Sono stati fatti piani per presentare una domanda provvisoria. Il pellet di resina plastica fuoriuscito dal carico sversato si è riversato sulle spiagge dello Sri Lanka dal 27 maggio. Anche i pellet di LDPE sono stati trovati su terreni vicini. Secondo MEPA, a bordo della nave c'erano tre contenitori di pellet di plastica, ciascuno del peso di 26 000 chilogrammi (57 000 lb).
Laurel Wamsley di NPR ha descritto l'incidente come un disastro ambientale nel giugno 2021.
Esperti sanitari e MEPA hanno anche avvertito che ci sono possibilità di lievi piogge acide in Sri Lanka a causa dell'emissione di diossido di azoto. Le autorità dello Sri Lanka hanno vietato la pesca costiera da Kalutara a Negombo, per i timori di una possibile contaminazione. Circa 5.600 barche non sono state in grado di avventurarsi in mare e il governo ha promesso un risarcimento. Il MEPA ha consigliato di non toccare i detriti della nave portacontainer contaminati da sostanze tossiche.
È stata presentata una denuncia alla polizia per indagare su una possibile negligenza. Si sta anche radunando un gruppo di esperti per valutare i danni ambientali a lungo termine. Pesci morti e tartarughe hanno continuato a riversarsi sulle spiagge dello Sri Lanka e stanno venendo esaminati per determinare se la loro morte sia stata causata dalla fuoriuscita. Dei 1.486 contenitori, 81 di questi sono stati considerati contenitori pericolosi nocivi tossici contenenti 5 tonnellate di acido nitrico.
Nel giugno 2021 è stato riferito che la nave portacontainer era stata affondata in mare, il che avrebbe innescato effetti negativi per le specie marine. Il 2 giugno, i soccorritori hanno allestito una linea di traino per portare la X-Press Pearl lontano dalla costa, ma quando la poppa ha toccato il fondo li ha costretti ad interrompere l'operazione. Il capitano della Marina dello Sri Lanka, Indika de Silva, ha affermato che non è chiaro se sulla nave siano rimasti bunker incombusti, ma le autorità erano in guardia per una fuoriuscita di petrolio.
Lo Sri Lanka ha ordinato ai soccorritori di rimuovere il petrolio dal bunker, se qualcuno di essi fosse sopravvissuto all'incendio, e di adottare misure di contenimento. La X-Press Feeders ha dichiarato di aver assunto la Oil Spill Response Limited per supportare lo sforzo. Gli operatori avevano ingaggiato SMIT Salvage all'inizio della crisi. Il 3 giugno, la nave era ancora parzialmente a galla, con la sezione poppiera appoggiata sul fondo a 21 metri (69 ft) di profondità.
L'amministratore delegato di X-Press Feeders Shmuel Yoskovitz si è scusato con il popolo dello Sri Lanka per l'incidente. "Vorrei esprimere il mio profondo rammarico e le mie scuse al popolo dello Sri Lanka per il danno che questo incidente ha causato ai mezzi di sussistenza e all'ambiente dello Sri Lanka", ha dichiarato in un'intervista a Channel News Asia di Singapore. Le autorità dello Sri Lanka hanno continuato a raccogliere detriti e pellet di plastica in quella che è stata descritta come la più grande caccia al nurd mai avvenuta nel paese. Circa 34 contenitori erano stati riempiti con detriti della X-Press Pearl, compresi i nurdle.

## Indagini
Le indagini sull'incendio divampato a bordo della nave portacontainer sono state avviate il 30 maggio. CD Wickramaratne, ispettore generale della polizia, ha incaricato la polizia di affidare le indagini al dipartimento investigativo criminale dello Sri Lanka, con l'avvertimento delle autorità di possibili azioni legali contro la X-Press Feeders, proprietaria della nave. Il 31 maggio, un portavoce della polizia ha rivelato che una squadra speciale di dieci membri della polizia aveva iniziato a registrare le dichiarazioni del capitano e capo ingegnere della X-Press Pearl. La polizia dello Sri Lanka ha interrogato l'ufficiale capo della X-Press Pearl per due giorni sul piano di stivaggio dei container della nave. La nave trasportava varie classi di merci pericolose tra cui idrossido di sodio (soda caustica) nelle stive e almeno un contenitore di acido nitrico che perdeva sul ponte. È stato recuperato anche il registratore dei dati di viaggio (VDR) o scatola nera.

## Impatto economico
I pescatori locali sono stati costretti a rimanere a terra a causa dell'inquinamento e questo può influenzare le economie locali. Denzil Fernando, capo del sindacato regionale della pesca, ha dichiarato che il divieto di pesca riguarderà 4.300 famiglie. Rob Hawes, capo del perito marittimo Crawford & Co. ha stimato che la perdita di carico della X-Press Pearl potrebbe variare tra $ 30 milioni e $ 50 milioni oltre alla perdita della nave.